# Rúben Alexandre Gomes Oliveira
Rúben Alexandre Gomes Oliveira (sinh ngày 14 tháng 12 năm 1994) là một cầu thủ bóng đá người Bồ Đào Nha thi đấu cho Vitória S.C. ở vị trí tiền vệ.

## Sự nghiệp bóng đá
Vào ngày 6 tháng 11 năm 2013, Oliveira có màn ra mắt cho Feirense trong trận đấu tại Giải bóng đá hạng nhất quốc gia Bồ Đào Nha 2013–14 trước FC Porto B, anh vào sân thay cho Sténio (phút thứ 45).